# Giacomo I da Carrara
Giacomo I da Carrara (chiamato anche Jacopo e detto il Grande; Padova, 1264 circa – Padova, 22 o 23 novembre 1324) fu il primo principe della signoria dei Carraresi, che governarono Padova dal 1318 al 1405.
L'ascesa politica di Giacomo ebbe luogo nell'ultimo periodo di vita del libero comune di Padova, scosso da lotte intestine tra l'antica aristocrazia comunale e la classe di nuovi ricchi che si era formata con l'inurbamento di Padova, comprendenti banchieri, usurai e commercianti. La situazione creatasi fu aggravata dai continui attacchi a cui il comune era sottoposto dall'espansione della Signoria di Verona degli Scaligeri.

## Biografia

### Eventi che lo portarono alla guida della Signoria
L'influenza di Padova sul territorio circostante comprendeva all'inizio del XIV secolo il controllo di importanti città quali Vicenza, Bassano e Rovigo, l'alleanza con il Patriarcato di Aquileia e gli Estensi nonché la collaborazione con Venezia. Una svolta importante per le sorti cittadine fu la calata in Italia del re di Germania Enrico VII di Lussemburgo nel 1310, ansioso di restaurare il potere imperiale in Italia scemato dopo la morte di Federico II di Svevia nel 1250. Il sovrano iniziò una campagna militare contro le città che si rifiutavano di assoggettarsi; la guelfa Padova non si sottomise ma riuscì ad evitare lo scontro; Enrico VII comunque la punì favorendo l'occupazione di Vicenza da parte del ghibellino Cangrande della Scala, signore di Verona. Questi fece deviare le acque del Bacchiglione per indebolire Padova, che preferì evitare lo scontro con Enrico VII, eletto in quel periodo Sacro Romano Imperatore a Roma.
Grazie alla diplomazia padovana guidata da Albertino Mussato, la situazione fu ricomposta ma la successiva nomina di Cangrande a vicario imperiale di Vicenza e le mire che questi aveva su Padova fecero precipitare gli avvenimenti; nel 1312 il Consiglio cittadino dichiarò guerra a Verona. Giacomo, che era a capo del partito guelfo cittadino, fu tra i comandanti delle truppe padovane contro Verona per riprendere il possesso di Vicenza. Le stragi e le devastazioni che ne seguirono conobbero una tregua nel 1313 con la morte di Enrico VII, che era stato impegnato in un conflitto analogo in Toscana. La guerra con Verona aveva ridato vigore alle lotte tra le varie fazioni padovane e la grave situazione creatasi portò alla istituzione di un Consiglio cittadino straordinario egemonizzato da un'oligarchia delle famiglie arricchitesi con i commerci e l'usura, che aveva poteri maggiori rispetto al normale Consiglio comunale.
Nel 1314, il Consiglio degli otto sapienti, nominato dal Consiglio straordinario per governare Padova, decretò l'espulsione di dodici ghibellini legati ai Carraresi. Tale decreto sollevò lo sdegno della famiglia; Niccolò da Carrara e Obizzo dei Carraresi Papafava guidarono la rivolta popolare e furono distrutte le famiglie degli usurai dei Ronchi e degli Alticlini, che da anni commettevano ogni sorta di soprusi e che avevano ispirato l'espulsione dei ghibellini. Il giorno successivo un'assemblea cittadina affidò il governo a un nuovo Consiglio formato da diciotto anziani e fu ripresa la guerra con Verona. Fu in questo periodo che, dopo l'ennesima deviazione delle acque del Bacchiglione da parte dei vicentini/veronesi, i padovani costruirono il canale Brentella, che tuttora immette nell'alveo del Bacchiglione le acque del Brenta. Durante un tentativo di riprendere Vicenza, l'esercito padovano fu messo in fuga e tra i catturati vi furono Marsilio e Giacomo da Carrara e Albertino Mussato. Per negoziare la pace, Cangrande inviò a Padova Giacomo da Carrara, che convinse il Consiglio comunale ad accettare le condizioni dello Scaligero e vide aumentare il proprio prestigio. Con la mediazione veneziana, il 14 ottobre fu siglata la pace tra le due città con il mantenimento dello status quo.
La fine delle ostilità vide rifiorire l'economia stroncata dalle molte battaglie, ma i reciproci sospetti tra le città legate ai guelfi e quelle legate ai ghibellini fecero in breve riprendere le guerre. Un nuovo attacco a Vicenza nel 1318 di truppe organizzate dai padovani fu respinto e la reazione scaligera vide la devastazione di molte città della Bassa Padovana. Con l'esercito veronese accampato alle porte della città, Giacomo condusse nuovamente i negoziati di pace, con cui Padova si impegnò a cedere agli Scaligeri il controllo di Este, Monselice, Montagnana e Castelbaldo, nonché a permettere il ritorno in città dei ghibellini esiliati. Il Carrarese in tal modo si assicurò i favori dei ghibellini, tra i quali vi erano i suoi parenti Niccolò, Marsilio e Obizzo. A tali eventi seguì un periodo di violenze da parte dei ghibellini rientrati, che si vendicarono dei torti subiti costringendo molti guelfi a lasciare la città e Giacomo da Carrara ad un difficile ruolo di mediatore. Nel caos che regnava, il pisano Obizzo degli Obizzi rinunciò ad assumere la carica di capitano della guerra (dittatore militare).

### Signore di Padova

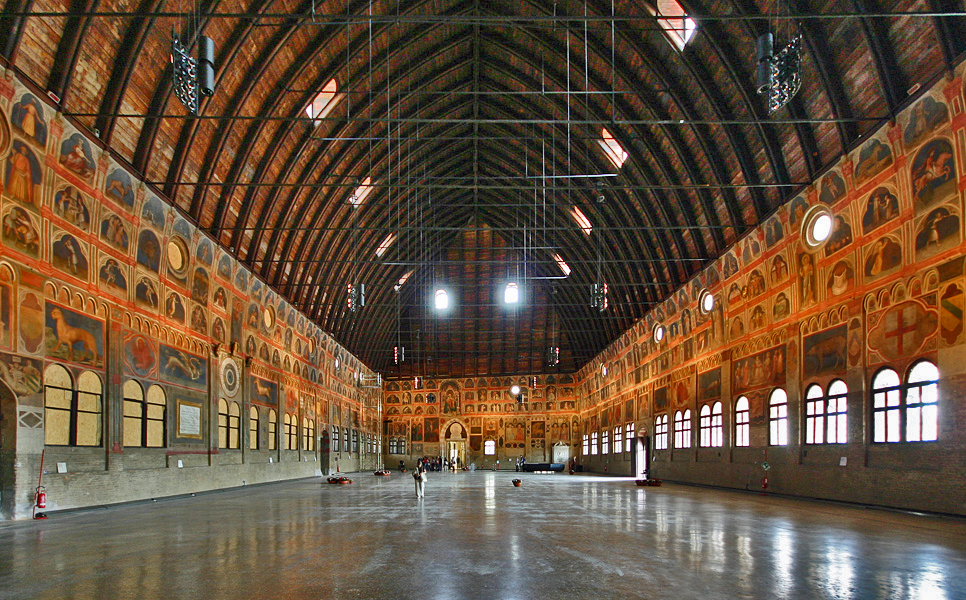
Il Salone del Palazzo della Ragione dove a Giacomo I furono consegnati i pieni poteri sulla città di Padova il 25 luglio 1318

Incapaci di fronteggiare la situazione compromessa e la crescente minaccia, il Consiglio comunale decise di affidare pieni poteri ad un rappresentante della nobiltà che fosse in grado di riportare l'armonia fra le varie fazioni cittadine. La scelta cadde su Giacomo, il 25 luglio 1318 i maggiorenti di Padova gli affidarono pieni poteri militari ed ebbe così inizio la Signoria dei Carraresi, inizialmente istituita con la sola funzione difensiva. Con una solenne cerimonia nel Palazzo della Ragione al suono delle campane della torre degli Anziani, gli fu consegnato il titolo di capitaneus della città come rappresentante della sua nobile famiglia, che con i suoi soldati e castelli garantiva una maggiore sicurezza. Era imparentato con il doge Pietro Gradenigo, di cui aveva sposato una figlia e dal quale aveva ottenuto la cittadinanza veneziana. Fu scelto anche per porre termine alle faide cittadine, malgrado fosse a capo dei guelfi era ormai ben visto anche dai ghibellini e la sua elezione fu il risultato del compromesso tra le due fazioni. Aveva inoltre dimostrato le proprie doti in ambito politico, militare, amministrativo e finanziario. In seguito, Giacomo mandò in esilio il poeta e diplomatico Albertino Mussato, che aveva contestato la signoria e si lamentava per la perdita delle libertà comunali.
L'anno successivo, Cangrande I della Scala assediò nuovamente Padova e chiese l'abdicazione di Giacomo in cambio della pace. In novembre Jacopo si dimise per salvare la città e dietro suo consiglio la Signoria cittadina fu affidata a Enrico II di Gorizia, che rappresentava il duca d'Austria e pretendente al trono imperiale Federico I d'Asburgo. Enrico II fu sostituito alla guida di Padova nel settembre del 1321 da Enrico di Carinzia e Tirolo con il titolo di vicario imperiale. In questo modo Padova fu salvata sia dalle pretese dagli Scaligeri che da quelle interne degli Scrovegni, ma dimostrò tutta la propria debolezza e le basi instabili su cui poggiava la Signoria Carrarese.

### Morte e successione

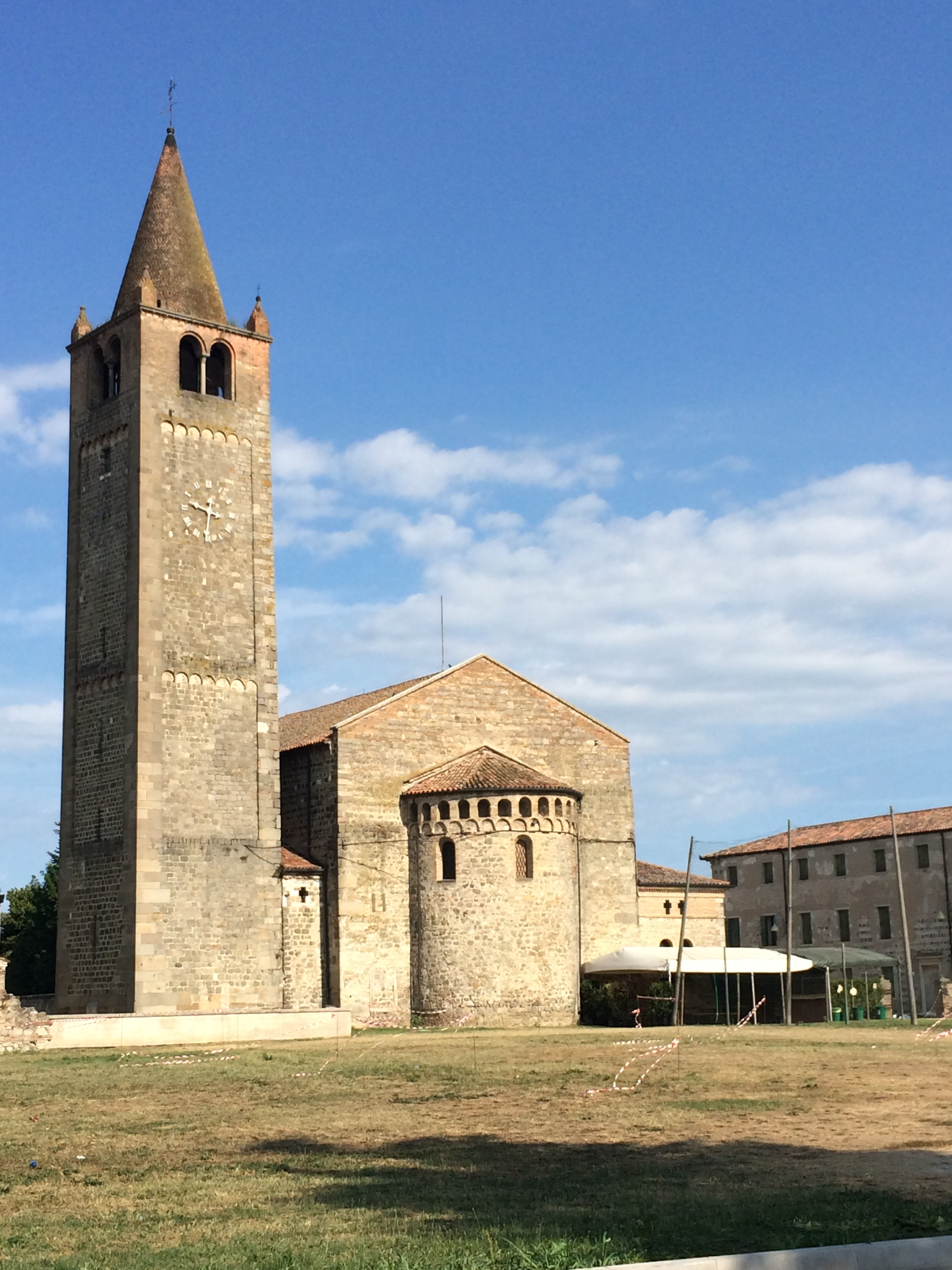
La chiesa abbaziale di Santo Stefano a Due Carrare, probabile luogo di sepoltura di Giacomo I

In quegli anni Giacomo mantenne il controllo della città e i due stranieri lo sostituirono solo nominalmente. Alla sua morte, avvenuta il 22 o 23 novembre 1324, gli succedette il nipote Marsilio alla guida della Signoria e della famiglia dei Carraresi. Non si conosce l'esatto luogo della sepoltura di Giacomo I: alcuni storiografi protendono per una sepoltura nella Basilica di Sant'Antonio, altri per una breve permanenza del suo corpo presso quella chiesa e e per la definitiva tumulazione all'Abbazia di Santo Stefano, ipotesi verosimile essendo stata la sede prediletta per la sepoltura dei Carraresi sino al principe Marsilio.

## Insegne

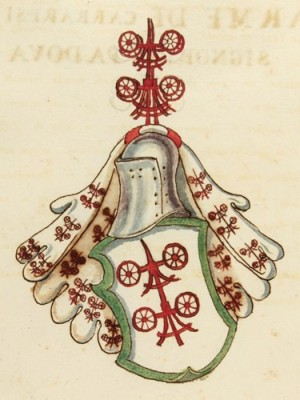
Lo stemma carrarese sormontato dall'elmo con il cimiero di Giacomo I

All'insegna dei da Carrara Giacomo aggiunse quella del suo personale cimiero, due carri rossi e banda bianca ricamata con numerosi carri rossi.

## Discendenza
Giacomo sposò in prime nozze Brumarza Engleschi di Padova ed in seconde nozze Elisabetta Gradenigo, figlia del doge di Venezia Pietro Gradenigo, dalla quale ebbe due figli:
- Taddea (?-1375), sposò nel 1328 Mastino II della Scala, signore di Verona
- Milone, morte giovane

Ebbe anche due figli naturali:
- Perenzano, monaco
- Guglielmo